# Spekkie Big
Spekkie Big is een stripverhaal geschreven en getekend door Marc van der Holst.
Aanvankelijk publiceert Van der Holst zijn stripheld in een serie kleine small press-boekjes op pasfoto-formaat en verspreidt deze via een Amsterdamse stripboekenwinkel.
Begin jaren 90 begon Van der Holst met het tekenen van kleine stripjes, die hij in eigen beheer uitgaf. Toen hij voor de grap enkele stripjes van zijn creatie Spekkie Big opstuurde naar de Sjosji om deze te laten beoordelen, bleek de redactie zo enthousiast dat ze hem vroegen voor het blad te komen tekenen. De strip was controversieel in het blad, vele jonge lezers beklaagden zich met regelmaat over de slechte kwaliteit van de tekeningen en grappen. Anderen prezen het werk juist vanwege deze onbevangenheid.
In 1995 kwam het eerste album uit, Het allerslechtste van Spekkie Big. De verhalen van Spekkie Big en zijn kameraad Dave verschijnen later in Folia, Zone 5300, Myx en het tijdschrift van Subbacultcha!. Dave is oorspronkelijk gebaseerd op Jan Schenk, zanger van de band Hospital Bombers. Het hoofd van Dave is door een ongeval per ongeluk omgedraaid en staat dus om de kop met de mond boven.
Er zijn ook twee grootformaat stripalbums verschenen en tal van kleine boekjes op A6-formaat.
Op 29 september 2009 presenteerde hij in De Nieuwe Anita vijf nieuwe uitgaven van Spekkie Big bij de Belgische stripuitgeverij Bries.
Van der Holst is tevens drummer in diverse bands, onder andere bij: Norma Jean, The Heights en Hospital Bombers.